# 伊井春樹
伊井 春樹（いい はるき、1941年1月13日-　）は、日本の国文学者。専門は中古文学、特に『源氏物語』。学位は、文学博士（広島大学・論文博士・1982年）（学位論文「源氏物語注釈史の研究 室町前期」）。大阪大学名誉教授。大沢本源氏物語の紹介者として知られる。

## 略歴
愛媛県生まれ。1964年愛媛大学教育学部卒。1968年広島大学大学院国文学博士課程中退、愛媛大学教育学部助手。1969年同講師、1970年同助教授。1973年国文学研究資料館文献資料部助教授。
1982年「源氏物語注釈史の研究 室町前期」で広島大学より文学博士の学位を取得。
1984年大阪大学文学部助教授、1995年教授、2004年定年退官、名誉教授、国士舘大学文学部教授。2005年国文学研究資料館長、2010年退任。逸翁美術館館長。文部科学省国立大学法人評価委員会委員（第四期）。
1975年「源氏釈の形態」ほか平安文学に対して日本古典文学会賞を受賞。

## 著書
- 『源氏物語の伝説』昭和出版 1976
- 『源氏物語注釈史の研究 室町前期』桜楓社 1980
- 『源氏物語論考』風間書房 1981
- 『源氏物語の謎』三省堂選書 1983
- 『源氏物語を学ぶ人のために』世界思想社 1993
- 『成尋の入宋とその生涯』吉川弘文館 1996
- 『成尋阿闍梨母集全釈』風間書房(私家集全釈叢書)　1996
- 『源氏物語論とその研究世界』風間書房 2002
- 『物語の展開と和歌資料』風間書房 2003
- 『ゴードン・スミスの見た明治の日本：日露戦争と大和魂』角川選書 2007
- 『源氏物語を読み解く100問』日本放送出版協会・生活人新書 2008
- 『与謝野晶子の「源氏物語礼讃歌」』思文閣出版 2011
- 『小林一三の知的冒険：宝塚歌劇を生み出した男』本阿弥書店 2015
- 『大沢本源氏物語の伝来と本文の読みの世界』おうふう　2016
- 『小林一三は宝塚少女歌劇にどのような夢を託したのか』ミネルヴァ書房、2017
- 『光源氏の運命物語：「かたり」から読み解く新しい『源氏物語』』笠間書院、2018
- 『宝塚歌劇から東宝へ：小林一三のアミューズメントセンター構想』ぺりかん社、2019
- 『人がつなぐ源氏物語：藤原定家の写本からたどる物語の千年』朝日選書、2021

### 共編著など
- 『源氏物語入門』野村精一、小山利彦共著 桜楓社 1975
- 三条西公条『細流抄』桜楓社 1975
- 『源氏物語引歌索引』笠間書院(笠間索引叢刊)　1977
- 『源氏物語古注集成 第1巻』桜楓社 1978
- 『合武三島流船戦要法 村上水軍船戦秘伝 森重都由』教育社新書 1979
- 『源氏物語古注集成 第7巻』桜楓社 1980
- 香西成資『南海治乱記』教育社新書 全3巻 1981
- 『源氏物語古注集成 第8巻 牡丹花肖柏「弄花抄」桜楓社 1983
- 『源氏物語古注集成 第10巻 源氏綱目 付源氏絵詞 一華堂切臨』桜楓社 1984
- 『古筆切提要』高田信敬共編 淡交社 1984
- 『源氏物語』全6巻 ほるぷ出版(日本の文学) 1986-87
- 『物語文学の系譜』 世界思想社 1986
- 『新版古筆名葉集』大阪大学古代中世文学研究会共編 和泉書院(古代中世文学資料研究叢書) 1988
- 『源氏物語古注集成 第24-28巻 万水一露』 永閑共編 桜楓社 1988-1992
- 『古筆切集』大阪大学古代中世文学研究会 和泉書院(大阪大学古代中世文学資料研究叢書) 1988
- 『公任集全釈』風間書房(私家集全釈叢書)　1989
- 『古筆切資料集成』全6巻 思文閣出版 1989-93
- 『国語教師のパソコン』 エデュカ 1989
- 『大島本源氏物語 若紫』和泉書院 1991
- 『校注成尋阿闍梨母集』和泉書院 1993
- 『古代中世文学研究論集』第1-3集 和泉書院 1996-2001
- 『本文研究 考証・情報・資料』全6集 和泉書院 1996-2004
- 『源氏物語と古代世界』高橋文二・廣川勝美共編 新典社 1997
- 『源氏物語研究集成』全15巻 増田繁夫・鈴木日出男共編 風間書房 1998-2002
- 『源氏物語注釈書・享受史事典』東京堂出版 2001
- 『日本文学どっとコム』おうふう 2002
- 『国際化の中の日本文学研究』 風間書房(国際日本文学研究報告集 1) 2004
- 『日本文学翻訳の可能性』 風間書房(国際日本文学研究報告集 2)　2004
- 『海外における源氏物語の世界 翻訳と研究』風間書房(国際日本文学研究報告集 3) 2004
- 『世界文学としての源氏物語 サイデンステッカー氏に訊く』笠間書院 2005
- 『書き写して味わう源氏物語』九天社 2007
- 『書き写して味わう源氏物語 悲恋編』九天社 2007
- 『一千年目の源氏物語』思文閣出版 シリーズ古典再生　2008
- 『世界が読み解く日本 海外における日本文学の先駆者たち』學燈社 2008
- 『日本古典文学研究の新展開』編 笠間書院 2011

### 記念論集
- 『日本古典文学史の課題と方法 漢詩和歌物語から説話唱導へ』伊井春樹先生御退官記念論集刊行会 和泉書院 2004

## 論文
- <伊井春樹